# Наторп, Пауль Герхард
Па́уль Ге́рхард На́торп (нем. Paul Gerhard Natorp; 24 января 1854, Дюссельдорф — 17 августа 1924, Марбург) — немецкий философ-идеалист, наряду со своим учителем Германом Когеном глава Марбургской школы неокантианства.

## Биография
Сын дюссельдорфского пастора и теолога Адельберта Наторпа (1826—1891). Правнук педагога Б. К. Л. Наторпа.
С 1871 года изучал в Берлинском университете музыку, историю и классическую филологию, затем изучал филологию у Г. Узенера в Боннском университете, с 1874 года — в Страсбургском университете, где в 1876 году сдал государственный экзамен и защитил диссертацию по истории Пелопоннесской войны.
В эти годы увлечен Брамсом, Шуманом, Бахом, Бетховеном, в особенности Вагнером. Пишет собственные музыкальные сочинения, испытывая ужасные мучения от невозможности выбрать между наукой и музыкой. В конце концов обратился за советом к И. Брамсу (1875), чей ответ его «порядочно расстроил». Наряду с музыкой увлекается математикой.
Философское образование получил в Страсбурге у Эрнста Лааса, философа-позитивиста и автора работы «Кантовские аналогии опыта» (1876), в те же годы открыл для себя неокантианскую философию Ланге и Когена.
С 1880 года — в Марбурском университете, где в 1881 году защитил докторскую диссертацию по философии «Теория познания Декарта. К предыстории критицизма».
С 1885 года экстраординарный, а с 1893 года ординарный профессор философии и педагогики Марбургского университета. Занимал эту должность до выхода на пенсию в 1922 году.

## Философия
Кантовское понятие «вещи в себе» трактуется у Наторпа лишь в качестве «предельного понятия», побудительного начала научного познания.
Классическим примером научного знания Наторп считает математический анализ, усматривая в истории математики и естествознания тенденцию к вытеснению всех специальных объектов исследования конструкциями чистой мысли.
В работах по истории античной философии Наторп истолковывает её в духе идеализма Нового времени, сближая, в частности, метод Платона с трансцендентальным методом Канта в его интерпретации Марбургской школой.
Наторп уделял большое внимание проблемам социальной педагогики, которая тесно связана с возникшей внутри Марбургской школы идеей этического социализма.

## Сочинения
- Natorp P. Allegemeine Psychologie nach kritischer Methode. 1. Buch: Objekt und Methode der Psychologie. Tübingen, 1912. — 352 S.
- Natorp P. Fjedor Dostojewskis Bedeutung für die gegenwärtige Kulturkrisis: Mit einem Anhang zur geistigen Krisis der Gegenwart. Jena, 1923. — 41 S.
- Natorp P. Hermann Cohen als Mensch, Lehrer und Forscher. Marburg, 1918. — 30 S. — (Marburger Akademische Reden, Nr. 39).
- Natorp P. Die logischen Grundlagen der exakten Wissenschaften. Leipzig — Berlin, 1910. — XX, 416 S.
- Natorp P. Philosophie, ihr Problem und ihre Probleme. Einführung in den kritischen Idealismus. Göttingen, 1911. — 172 S. — (Wege zur Philosophie; 1).
- Natorp P. Philosophische Propädeutik (Allgemeine Einleitung in die Philosophie und Anfangsgründe der Logik, Ethik und Psychologie). 2. Aufl. Marburg, 1905.
- Natorp P. Philosophische Systematik. Aus dem Nachlass hrsg. von H. Natorp. Mit der Gedankrede zum 100 Geburtstag von H.-G. Gadamer sowie mit Einl. und textkritischen Anwerk. von H. Knittermeyer. Hamburg, 1958. — XL, 420 S.
- Natorp P. Platos Ideenlehre: Eine Einführung in den Idealismus. Hamburg, 2004. — 572 S. Перевод на англ.: Natorp P. Plato’s Theory of Ideas. An Introduction to Idealism / Edited with an introd. by V. Politis. 1st english transl. by V. Politis and J. Connolly. 2004. — (International Plato Studies; 18).
- Natorp P. Recht und Sittlichkeit. Ein Beitrag zur kategorialen Begründung der praktischen Philosophie. Mit besonderem Bezug auf Hermann Cohens «Ethik des reinen Willens» und Rudolf Stammlers «Theorie der Rechtswissenschaft» // Kant-Studien. 1913. Bd. XVIII. H. 1-2. S. 1-79.
- Natorp P. Religion innerhalb der Grenzen der Humanität. Ein Kapitel zur Grundlegung der Sozialpädagogik. 2-te durchgesehene und um ein Nachwort vermehrte Aufl. Tübingen, 1908. — VII, 126 S.
- Natorp P. Sozialpädagogik. Theorie der Willenserziehung auf der Grundlage der Gemeinschaft. Stuttgart, 1899. — VIII, 352 S.
- Natorp P. Gesammelte Abhandlungen zur Sozialpädagogik. Abt. 1. Historisches. Stuttgart, 1907. — VIII, 510 S.
- Natorp P. Selbstdarstellung // Die deutsche Philosophie der Gegenwart in Selbstdarstellungen. Hrsg. von P. Schmidt. 2. Aufl. Bd. 1. Leipzig, 1923. S. 161—190.
- Natorp P. Sozialidealismus. Neue Richtlinien sozialer Erziehung. Berlin, 1920.
- Natorp P. Individuum und Gemeinschaft. Jena, 1921.
- Natorp P. Über objektive und subjektive Begründung der Erkenntniss // Philosophische Monatshefte. 1887. Bd. XXIII. S. 257—286.
- Natorp P. Zum Gedächtnis Kants. Sonderdruck aus «Deutsche Schule. 1904. H. II». — Leipzig, 1904. — 23 S.
- Наторп П. Избранные работы / Сост. В. А. Куренной. — М., 2006. — 384 с. — («Университетская библиотека Александра Погорельского»).
- Наторп П. Кант и Марбургская школа // Новые идеи в философии. Непериодическое издание под ред. Н. О. Лосского и Э. Л. Радлова. Сб. № 5. — СПб., 1913. — С. 93-132; Перепеч.: Наторп П. Избранные работы. — С. 121—144.
- Наторп П. Культура народа и культура личности. Шесть лекций П. Наторпа, проф. Марбургского университета. Пер. с нем. М. М. Рубинштейна. — СПб., 1912. — 189 с. Перепеч.: Наторп П. Избранные работы. — С. 147—294.
- Наторп П. Логика. Обоснование и логическое построение математики и математического естествознания. (Сжатое пособие к лекциям). Пер. с нем. В. А. Радзиевского с пред. И. И. Лапшина. — СПб., 1909. — 64 с.
- Наторп П. Общая педагогика. Пер. Б. А. Фохта. — М., 1910.
- Наторп П. Песталоцци. Его жизнь и его идеи. Пер. с нем. М. А. Энгельгардта. — СПб., 1912. — 104 c.; Пг., 1918, 2-е изд. — 104 с.; 1920, 3-е изд. — 168 с.
- Наторп П. Принцип относительности // Минковский Г. Пространство и время. Пер. И. В. Яшунского. — СПб., 1911. С. 75-93.
- Наторп П. Развитие народа и развитие личности. Перев. с нем. А. Пальчика. СПб., 1912. — 144 с.
- Наторп П. Социальная педагогика. Теория воспитания воли на основе общности. Пер. А. А. Громбаха с 3-го доп. нем. изд-я. — СПб., 1911. — XXVI, 360 с.
- Наторп П. Социальный идеализм // Диалог. Карнавал. Хронотоп. — 1995. — № 1. — С. 55-126; Перепеч.: Каган М. И. О ходе истории. — М., 2004. -С. 98-149.
- Наторп П. Философия и психология // Логос. — СПб. — 1914. Т. 1. Вып. 1. С. 34-56; Перепеч.: Наторп П. Избранные работы. С. 27-54.
- Наторп П. Философия как основа педагогики. Пер. с нем., предисл. Г. Г. Шпета. — М., 1910. — 106, [1] с.; Перепеч.: Наторп П. Избранные работы. — С. 297—383.
- Наторп П. Философская пропедевтика. (Общее введение в философию и основные начала логики, этики и психологии). Пер. с 3-го нем. изд. под ред. и с предисл. Б. А. Фохта. — М., 1911. — 118, [1] с.; Перепеч.: Наторп П. Избранные работы. — С. 57-118.
- Наторп П. Об исходном пункте философии. Пер. с нем., коммент. и послесл. Н. А. Дмитриевой // Кантовский сборник. — Калининград. — 2009. — № 1 (29). С. 110—121.